# 1941: Counter Attack
1941: Counter Attack est un jeu vidéo de shoot 'em up à défilement vertical développé et édité par Capcom, sorti en février 1990 sur système d'arcade CP System. Conçu par Kihaji Okamoto, il s'agit de la deuxième suite de 1942 après 1943: The Battle of Midway. Le jeu a été commercialisé sur SuperGrafX le 23 août 1991 au Japon, puis sur plate-formes Sony en 2006,.

## Portages
- SuperGrafX : 1991
- PlayStation Portable : Capcom Classics Collection Remixed 2006
- PlayStation 2 : Capcom Classics Collection Volume 2 2006
- Xbox : Capcom Classics Collection Volume 2 2006